# Rue Stawki
La rue Stawki (en polonais : Ulica Stawki) est une voie de Varsovie.

## Situation et accès
La rue Stawki, située dans le quartier de Muranów (en), elle est le prolongement, vers l'ouest, de la rue Muranowska, et s'étend de la Ulica Władysława Andersa à la rue Okopowa (pl) en traversant les arrondissements Wola et Śródmieście (Centre-ville). Elle croise notamment la rue Stanisław Dubois (Ulica Stanisława Dubois), l'avenue Jean-Paul-II, la rue Karmelicka (pl), et la rue Smocza (pl) (rue du Dragon).
Elle est partiellement à deux chaussées séparées, séparées par le tracé du tramway emprunté par les lignes 16, 17, 19, 33.

## Origine du nom
À l'origine, le terrain des Szymanowski sur lesquels a été ouverte la voie, était appelé « Stawki ».

## Historique
cette voie a été construit sur l'emplacement d'une route agricole], qui longeait des carrières d'argile et des étangs qui ont été créés à la suite de la construction d’un barrage sur la rivière Drna (pl).
À l'origine, il s'agissait d'une petite rue partant de la rue Pokorna (pl) et s’étendant jusqu'à la rue Okopowa (pl), parallèlement à la rue Niska (pl)
Sa construction a commencé vers 1770 et la voie porte le nom « rue Stawki » depuis 1784.
À partir du XIXe siècle, la majorité des habitants étaient juifs. À partir de novembre 1940, la partie ouest de la rue fait partie du ghetto de Varsovie. En janvier ou février 1941, l'Umschlagplatz et le côté sud de la rue Stawki sont également incorporés dans le ghetto.
Après la guerre, le tracé de la rue est modifié. Elle s'étend alors de 280 mètres vers le sud-est de l'intersection avec la rue Pokorna (pl) de l'intersection avec la nouvelle rue Marcelego-Nowotki, à la place de l’angle nord-est de la place Muranowski (pl) détruite en 1947-1948.

## Bâtiments remarquables et lieux de mémoire
- Gratte-ciel Intraco (1975)
- Monument de l'Umschlagplatz (1988)
- Faculté de psychologie (pl) de l'université de Varsovie (1973)
- Chemin commémoratif du martyre et de la lutte des juifs à Varsovie (pl) (Trakt Pamieci Meczenstwa i Walki Zydów) (1988)
- Mémoriaux du mur du ghetto de Varsovie (2008)

## Sources
- (pl) Cet article est partiellement ou en totalité issu de l’article de Wikipédia en polonais intitulé « Ulica Stawki w Warszawie » (voir la liste des auteurs).